# Emil von Wohlgemuth

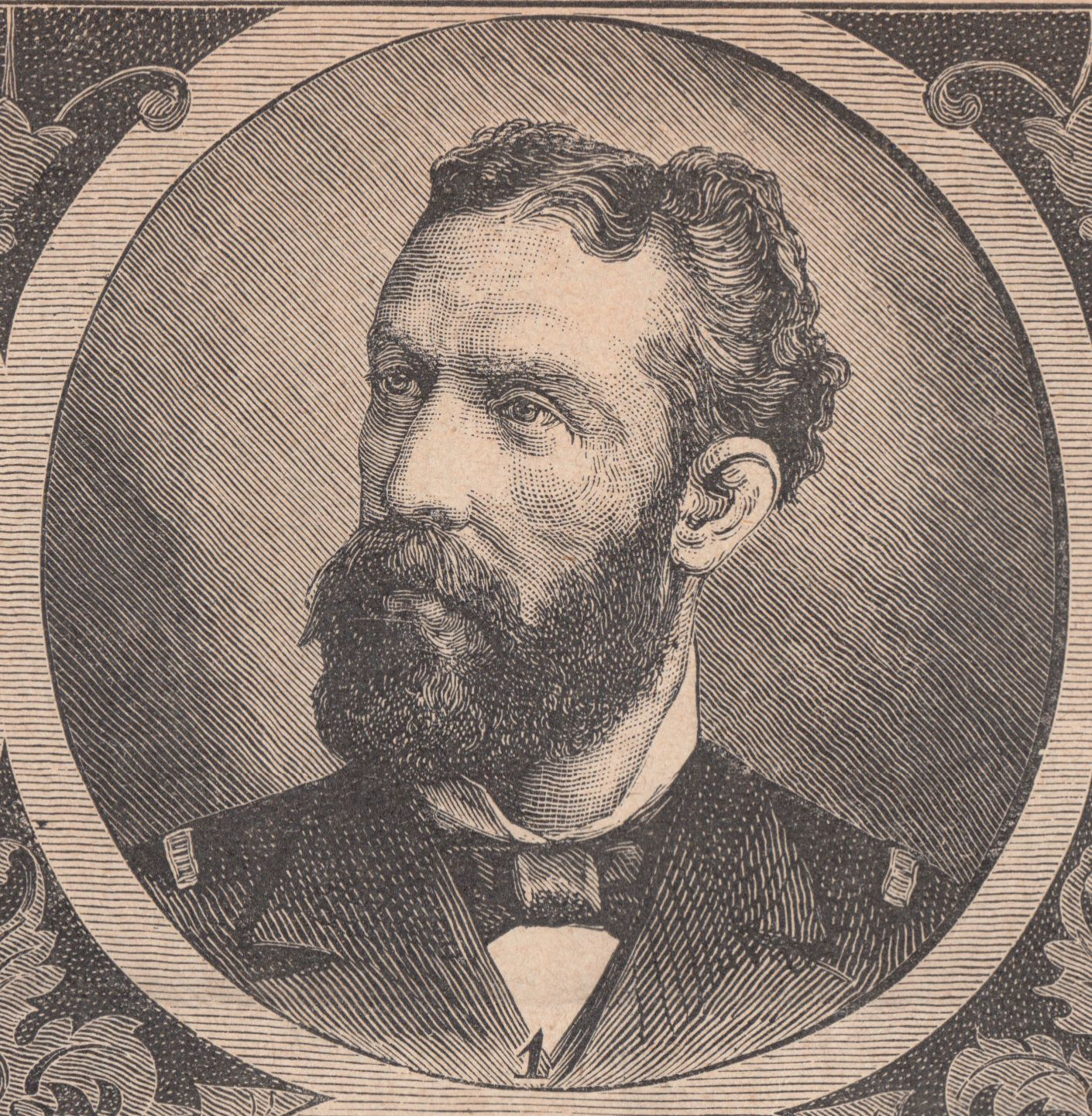
Emil von Wohlgemuth

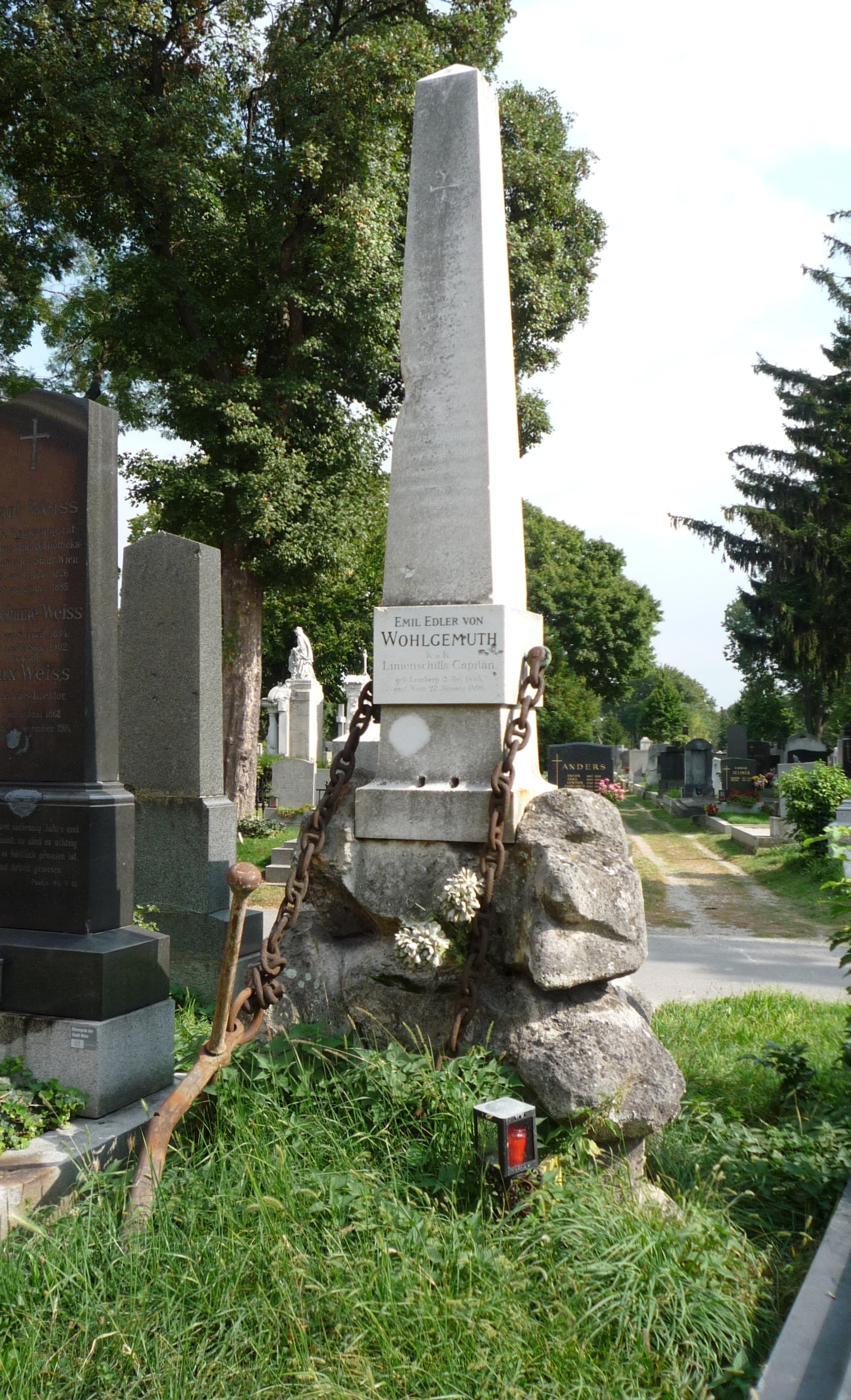
Grab von Emil Edler von Wohlgemuth auf dem Wiener Zentralfriedhof. Lesbare Inschrift: „k.u.k. Linienschiffs Capitän - geb. Lemberg 2. Mai 1843 - gest. Wien 27. Jänner 1896“

Emil Edler von Wohlgemuth (* 2. Mai 1843 in Lemberg; † 28. Januar 1896 in Wien) war ein österreichischer Marineoffizier und Polarforscher.

## Leben
Emil von Wohlgemuth wurde 1843 als Sohn des Militärkartografen Georg von Wohlgemuth in Lemberg geboren. Nach Absolvierung der Marineakademie Fiume 1859 als provisorischer Marinekadett ausgemustert, war er bis 1866 mit kurzen Unterbrechungen durch Landkommandos fast dauernd eingeschifft. Im Kriegsjahr 1866 diente er als 2. Offizier auf dem Schoner Möwe im Bereich der Donaumündung und im westlichen Schwarzen Meer. 1871 bis 1873 war er mit der Korvette Fasana auf weiter Fahrt in Ostasien. Es folgten eine Verwendung in der Marinesektion des Kriegsministeriums in Wien und von 1876 bis 1881 Einschiffungen mit Fahrten in der Adria und im östlichen Mittelmeer.
Nachdem die internationale Polarkonferenz in St. Petersburg 1881 im Rahmen des Ersten Internationalen Polarjahrs die Einrichtung von Beobachtungsstationen in der Arktis und der Antarktis beschlossen hatte und Österreich mit der Besetzung der Station Jan Mayen betraut worden war, wurde Wohlgemuth zu deren Leiter ernannt. Im Seearsenal Pola bereitete er in der zweiten Jahreshälfte 1881 die arktische Expedition vor. Im Frühjahr 1882 wurden er und seine Mannschaft – fünf Seeoffiziere, ein Marinearzt und sieben Mann – mit dem Transportschiff SMS Pola in fast dreimonatiger Fahrt auf die Insel im Nordmeer gebracht, die 1611 von dem holländischen Kapitän Jan Jacobs May van Schellinkhout entdeckt worden war. Man erreichte sie am 27. Juni und errichtete aus in Pola vorfabrizierten Teilen eine winterfeste Unterkunft. Über ein Jahr hindurch – auch während der Polarnacht – wurden nun meteorologische, erdmagnetische und andere Beobachtungen durchgeführt. Auch den häufigen Nordlichterscheinungen wurde Aufmerksamkeit zugewandt. Ebenso wurden Meerwasseruntersuchungen vorgenommen. Von der Pola wieder abgeholt, trafen Wohlgemuth und seine Männer am 26. Oktober 1883 wohlbehalten wieder in Pola ein. Anschließend erstellte er seinen Bericht.
Von 1885 bis 1887 war er als Flügeladjutant des Kaisers dem Kronprinzen Rudolf zur Dienstleistung zugeteilt. Von Ende Juli 1887 bis März 1889 war er mit dem Kommando der Korvette Fasana betraut, mit der er eine Fahrt in den persischen Golf und nach Ostasien durchführte. Anschließend ins Kriegsministerium versetzt, leitete er dort die Operationsabteilung, das Küstenbeschreibungsbüro und schließlich das Marinekontrollamt. 1891 wurde er Linienschiffskapitän. Am 1. Oktober 1894 trat er in den Ruhestand.